# Victorinia
Victorinia là một chi thực vật thuộc họ Euphorbiaceae.
Bao gồm các loài:
- Victorinia regina, (Leon) Leon